# Airco DH.5
Airco DH.5 – jednomiejscowy, dwupłatowy samolot myśliwski i rozpoznawczy z okresu I wojny światowej z silnikiem umieszczonym z przodu, o ramie prostej wykonanej z drewna i poszyciem z płótna i sklejki.
Skonstruowany przez Geoffreya de Havillanda – głównego konstruktora wytwórni Airco, DH.5 powstał jako następca myśliwca ze śmigłem pchającym Airco DH.2. Pojawienie się takiej konstrukcji umożliwiło opracowanie synchronizatora karabinu maszynowego umożliwiającego strzelanie przez płaszczyznę śmigła, a DH.5 był pierwszą brytyjską maszyną wyposażoną w to urządzenie. W DH.5 zastosowano synchronizator Constantinescu, a dla poprawienia widoczności z kabiny maszyna została zbudowana w taki sposób, że górny płat był cofnięty w porównaniu do dolnego, odsłaniając górną półsferę nad kabiną pilota. Chociaż nowy samolot miał lepsze parametry niż DH.2, to mimo wszystko ze względu na zbyt słaby silnik nie cieszył się popularnością wśród pilotów. Dobra widoczność z kabiny czyniła DH.5 znakomitą maszyną do ataków na cele naziemne, zwłaszcza na piechotę ukrytą w okopach i gniazda karabinów maszynowych, ale jego uzbrojenie w postaci tylko jednego karabinu maszynowego Vickers kalibru 7,7 mm było zbyt słabe.
W styczniu 1918 samoloty DH.5 zostały wycofane z frontu i przeznaczone do zadań szkoleniowych, natomiast ich miejsce zajęły znacznie doskonalsze maszyny S.E.5.
Użytkownikami samolotów Airco DH.5 były następujące formacje:
- Australian Flying Corps
- Royal Air Force
- Royal Flying Corps